# Meristoderes
Meristoderes là một chi kinorhyncha trong họ Echinoderidae.

## Các loài
- Meristoderes elleae Sørensen, Rho, Min, Kim & Chang, 2013[2]
- Meristoderes galatheae Herranz, Thormar, Benito, Sánchez & Pardos, 2012[1]
- Meristoderes glaber Sørensen, Rho, Min, Kim & Chang, 2013[2]
- Meristoderes herranzae Sørensen, Rho, Min, Kim & Chang, 2013[2]
- Meristoderes imugi Sørensen, Rho, Min, Kim & Chang, 2013[2]
- Meristoderes macracanthus Herranz, Thormar, Benito, Sánchez & Pardos, 2012[1]